# Неффеова, Милуше
Милуше Неффеова (чеш. Miluše Neffeová; род. 18 сентября 1950, Усти-над-Лабем, Усти-над-Лабем) — чехословацкая гребчиха, выступавшая за сборную Чехословакии по академической гребле в 1970-х годах. Победительница и призёрка первенств национального значения, участница летних Олимпийских игр в Монреале.

## Биография
Милуше Неффеова родилась 18 сентября 1950 года в городе Усти-над-Лабем, Чехословакия.
Впервые заявила о себе в академической гребле на международном уровне в сезоне 1973 года, когда вошла в состав чехословацкой национальной сборной и выступила на чемпионате Европы в Москве, где в зачёте рулевых парных четвёрок стала пятой.
Благодаря череде удачных выступлений удостоилась права защищать честь страны на летних Олимпийских играх 1976 года в Монреале, где впервые была представлена программа женской академической гребли. Вместе с напарницей Зузаной Прокешовой финишировала на предварительном квалификационном этапе четвёртой, затем через дополнительный отборочный заезд прошла отбор в утешительный финал В, где в конечном счёте показала второй результат. Таким образом, расположилась в итоговом протоколе соревнований на восьмой строке.
После монреальской Олимпиады Неффеова больше не показывала сколько-нибудь значимых результатов в академической гребле на международной арене.